# Melone (beotarca tebano)
(Plutarco, Il demone di Socrate, 597a)
Melone (in greco antico: Μέλων?, Mélon; Tebe, fine V secolo a.C. – dopo il 378 a.C.) è stato un politico tebano artefice, assieme a Pelopida e Caronte, dell'attentato ai polemarchi del 379-378 a.C., che restaurò la democrazia nella sua città dopo la parentesi oligarchica filo-spartana.

## Biografia
Plutarco, nelle Vite parallele, nomina Melone immediatamente dopo Pelopida, quando elenca gli esuli tebani che organizzarono la cospirazione contro i tiranni filo-spartani che si erano insediati nella città nel 382 a.C. Senofonte, invece, omette di menzionare Pelopida nelle Elleniche, attribuendo l'organizzazione della congiura principalmente a Melone.
I cospiratori, che erano una dozzina, partirono da Atene travestiti da semplici cacciatori accompagnati dai cani e arrivarono a Tebe sotto una fitta nevicata, dirigendosi poi alla spicciolata verso il punto di ritrovo concordato, ovvero la casa del loro compagno di congiura Caronte, che non era stato precedentemente esiliato ma era rimasto in città.
Melone e Caronte si travestirono poi da donne e così abbigliati riuscirono a sorprendere e ad uccidere i polemarchi filo-spartani Archia e Filippo durante un banchetto, mentre Pelopida, con l'aiuto di alcuni compagni, eliminava l'altro polemarco Leonziade nella sua abitazione.
Dopo questa impresa, la guarnigione spartana abbandonò la Cadmea, la rocca della città dove si era insediata tre anni prima, e Melone, assieme a Caronte e a Pelopida, fu eletto beotarca.